# Kelly Nichols

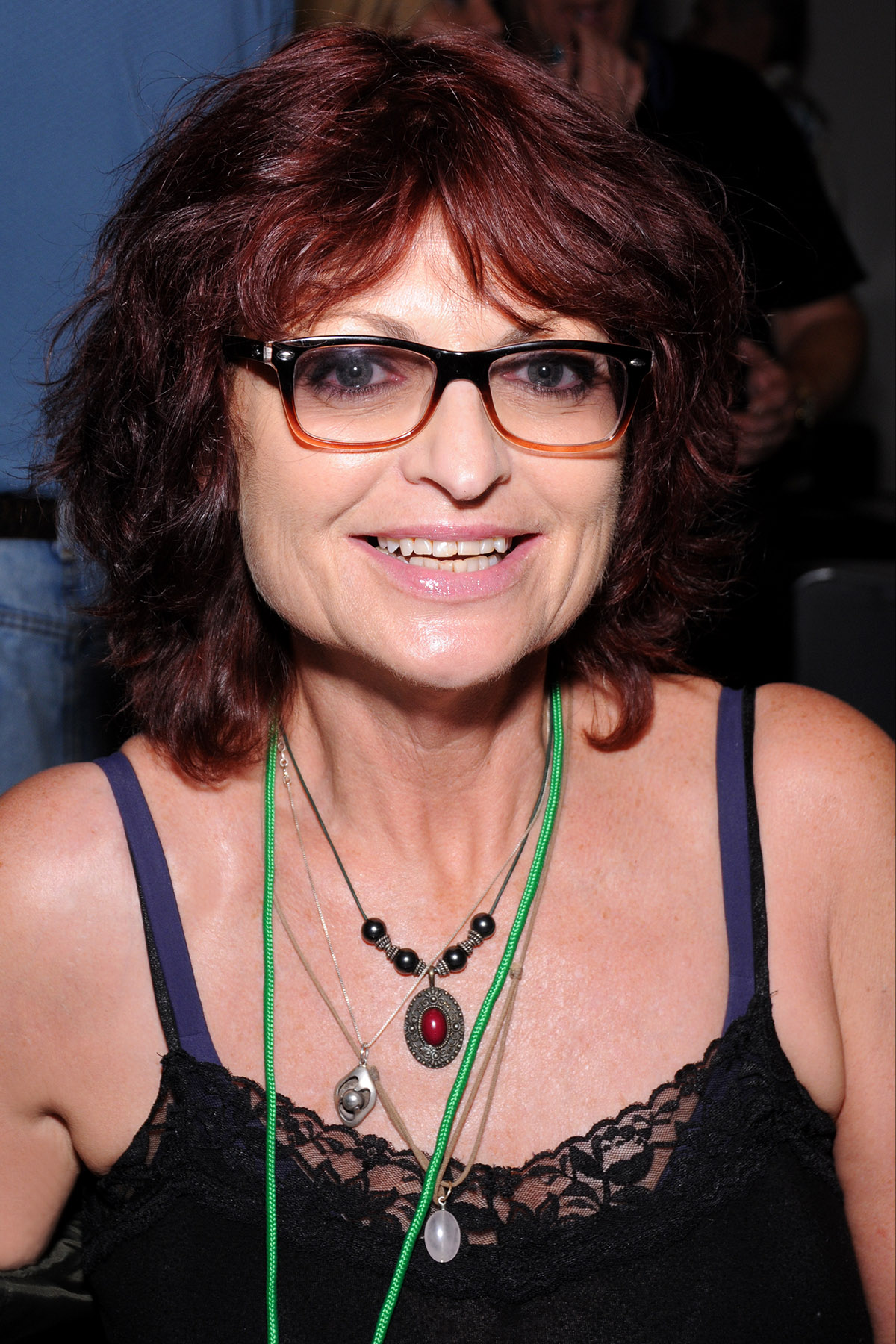
Kelly Nichols

Kelly Nichols (* 8. Juni 1956 als Marianne Walter in Covina, Kalifornien) ist eine US-amerikanische ehemalige Pornodarstellerin.

## Karriere
Kelly Nichols begann ihre Karriere 1980 und beendete sie 2010. Laut IAFD hat sie in 165 Filmen mitgespielt. Im Film Down Under führte sie selbst Regie. Sie spielte unter anderen in sechs Teilen der Serie No Man’s Land mit. Sie arbeitete auch als Maskenbildnerin.
Nichols ist Mitglied der AVN Hall of Fame.

## Filmografie (Auswahl)
- 1985: Wet Dreams
- 1993: Roommate Humiliation
- 1994–2000: No Man’s Land 10, 16, 19, 20, 25, 30

## Auszeichnungen
- 1983: AFAA – Best Actress (In Love)
- AVN Hall of Fame
- Erotic Legends Hall of Fame
- Free Speech Coalition: Life Time Achievement Award